# Jongil

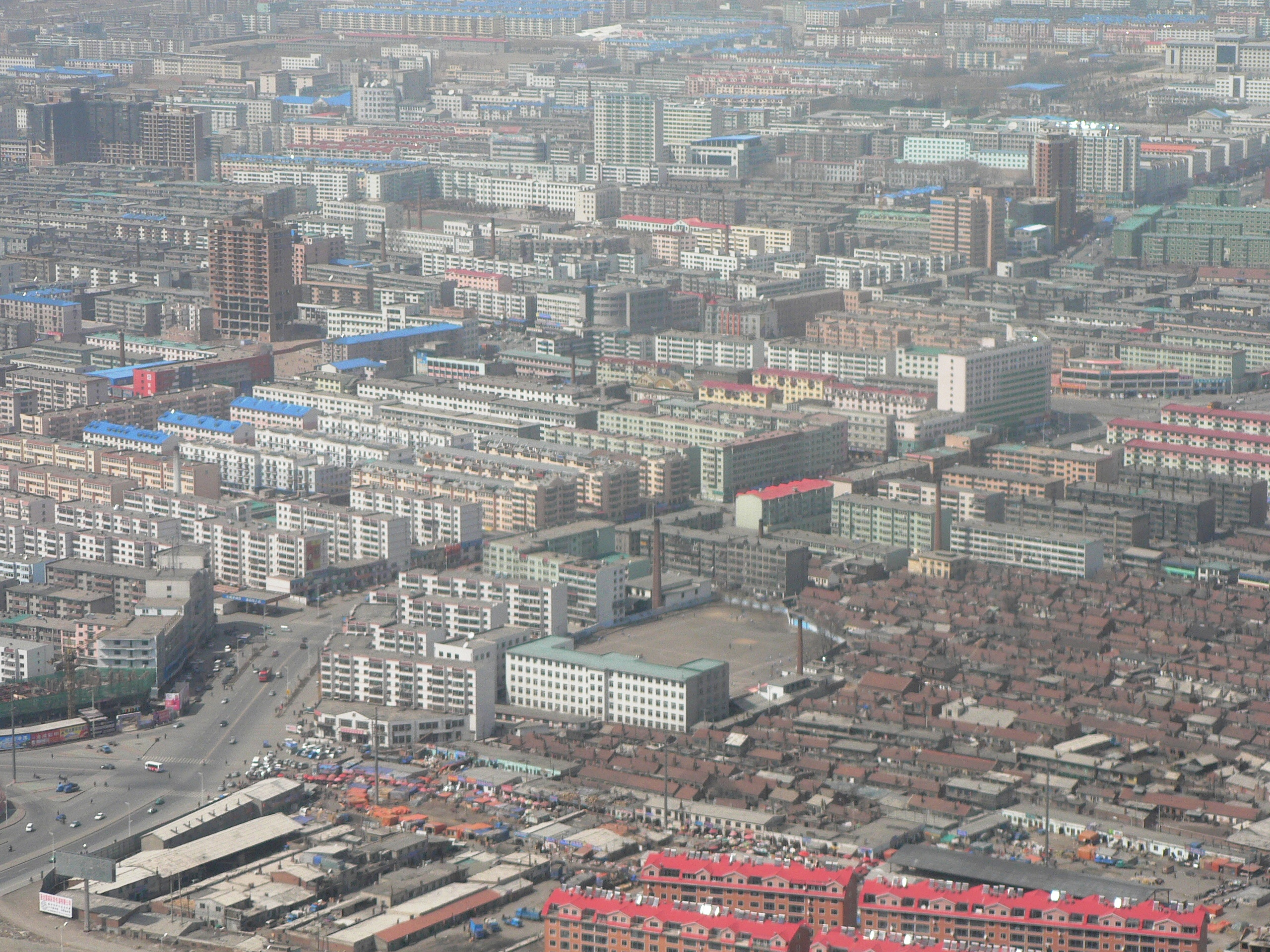
Pohled na Jongil

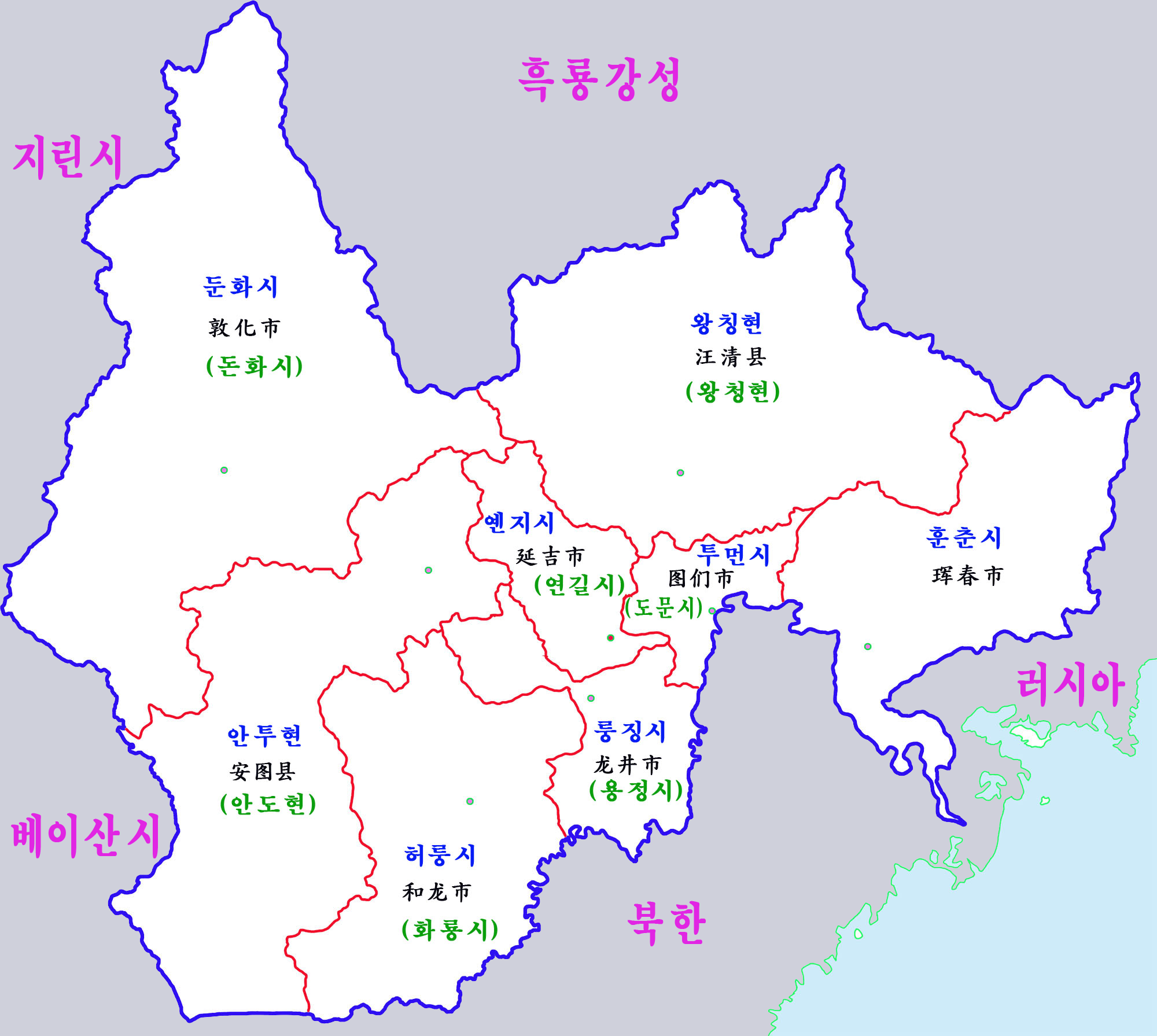
Administrativní dělení okresu

Městský okres Jongil (korejsky 연길시 – Jŏngil si, čínsky v českém přepisu Jen-ťi š’, pchin-jinem Yánjí Shì, znaky 延吉市) je městský okres ve středu korejského autonomního kraje Jen-pien na východě provincie Ťi-lin na severovýchodě Čínské lidové republiky. Sídlí v něm správa celého kraje a jsou zde také Jenpienská univerzita a Jenpienská univerzita vědy a techniky.
K roku 2007 žilo v Jongilu přibližně 650 tisíc obyvatel, především Korejců a Chanů. Korejská menšina má zde v rámci Číny největší poměrné zastoupení, podle některých zdrojů dokonce Korejci převažují. Korejština je stejně jako čínština považována za místní úřední jazyk a úřední cedule jsou dvojjazyčné, na prvním místě v korejštině. Jongil zároveň leží jen několik desítek kilometrů od čínsko-severokorejské hranice a vede přes něj silnice i železnice z Číny do Severní Koreje, zejména do Rasonu, kde má Čína pronajaty od Severní Koreje přístavní kapacity.